# Bandit (Neil Young)
Bandit is een lied dat werd geschreven door Neil Young. Samen met Crazy Horse bracht hij het in 2003 uit op hun album Greendale en in de gelijknamige rockopera die hij als film uitbracht.
Daarnaast verscheen een radiosingle met twee versies van dit nummer en daarbij nog twee versies van Be the rain. In beide gevallen betreft het hier een albumversie en een bewerkte versie. Zowel Bandit als het laatste nummer werden in 2012 door het muziekblad Billboard opgenomen in Neil Young's Top 20 obscure songs.

## Tekst en muziek
Dit lied wordt op het album omringd door protestliederen tegen een fictieve wereld van opdringerige media, angstzaaiende politici en hebzuchtige bedrijven.
Bandit gaat over een heel andere wereld. Hierin beschrijft hij een cocaïneverslaafde tegen wie hij herhaaldelijk zegt (vertaald): Op een dag zul je alles vinden waar je naar op zoek bent. In het refrein vat hij diens leven van de laatste jaren samen als You made out like a bandit en hij vraagt wat hij toch probeert te bewijzen.
Het is een akoestisch nummer waarop een slaggitaar te horen is met een rustig drumritme en achtergrondzang. Hiermee wijkt het nummer niet alleen inhoudelijk maar ook muzikaal af op het album. De andere nummers worden namelijk allemaal met elektrische gitaren gespeeld.